# Gulnar Mammadova
Gulnar Marfat qizi Mammadova (en àzeri: Gülnar Mərfət qızı Məmmədova; nascuda l'11 de maig de 1991 a Ali-Bayramly) és una jugadora d'escacs azerbaidjanesa que té el títol de Gran Mestra Femenina des de 2012, i de Mestre Internacional des de 2017.
Va guanyar el campionat femení de l'Azerbaidjan el 2021.
A l'Olimpíada d'escacs femenina de 2016, Mammadova hi va guanyar la medalla d'or individual per la millor actuació al tercer tauler.